# Seznam japonskih modnih oblikovalcev
Seznam japonskih modnih oblikovalcev.

## F
- Limi Feu
- Nicola Formichetti
- Takajuki Fukuzava

## J
- Jodži Jamamoto

## K
- Rei Kavakubo

## M
- Eri Macui
- Isej Mijake

## O
- Masako Oka

## T
- Kodži Tacuno
- Kenzo Takada
- Novala Takemoto